# Promachoteuthis megaptera
Promachoteuthis megaptera är en bläckfiskart som beskrevs av William Evans Hoyle 1885. Promachoteuthis megaptera ingår i släktet Promachoteuthis och familjen Promachoteuthidae. Inga underarter finns listade i Catalogue of Life.